# 528
Cette page concerne l'année 528  du calendrier julien. Pour l'année 528 av. J.-C., voir 528 av. J.-C. Pour le nombre 528, voir 528 (nombre).
L'année 528 est une année bissextile qui commence un samedi.

## Événements
- 6 janvier : le roi des Hérules établis sur le Danube, Grétès, reçoit le baptême à Constantinople et contracte une alliance avec Justinien, son parrain. Une partie de son peuple suit son exemple[1]. Vers la même époque Justinien obtient la conversion des Tzanes, peuple du Taurus, qui sont enrôlés dans son armée, et celle de Gordas, roi des Huns de Tauride. De retour dans son pays, ce dernier est mis à mort par son peuple resté païen, et Justinien doit envoyer une expédition qui reprend le Bosphore Cimmérien[2].
- 23 février : Justinien nomme une commission chargée de rédiger un nouveau code des constitutions impériales, en éliminant les lois périmées et en y ajoutant les novelles postérieures à la publication du Code Théodosien[3].
- 31 mars : en Chine, la reine douairière Hou (Wei du Nord) assassine son fils Xiaoming qui tentait de s’émanciper de la tutelle de ses favoris. Les officiers indignés se révoltent, et Hou tente de se réfugier dans un couvent. Les révoltés l’en sortent et la noient dans le fleuve Jaune le 17 mai[4].
- Printemps : expédition punitive des Byzantins alliés aux Ghassanides contre les Lakhmides[5].
- Été : bataille de Thannuris[5], dite aussi escarmouche de Mindon[6]. Bélisaire, alors en train de construire une forteresse à Midon (Minduos), dans le désert de Thannuris, près de Dara, est attaqué par une armée perse de 30 000 hommes dirigée par Xerxès, fils de Kavadh. Il parvient à s'échapper de justesse, mais les Perses détruisent la place.
- 29 novembre : tremblement de terre à Antioche, Laodicée de Syrie, Pompeiopolis en Mysie et Amasée en Asie mineure[7].
- Brutale répression du Mazdakisme en Perse à la fin de l'année ou au début de 529 par le roi sassanide Kavadh Ier, à l'instigation de son fils Khosrô et du clergé zoroastrien[8].
- Mihirakula, vaincu par une coalition des royaumes indiens dirigée par Yasodharman (en), roi de Mâlwa et Baladitya de Magadha, se réfugie au Cachemire[9] d'où il disparaît vers 532. Les Huns Hephtalites, retirés au Cachemire et au Panjâb, finissent par être assimilés, tout comme ceux qui sont restés en Inde centrale.
- Au Japon, la rébellion d'Iwai menée par le clan Uji dans la province de Tsukushi (Kyūshū) est réprimée par Mononobe no Arakabi[10].

## Naissances en 528
Pas de naissance connue.

## Décès en 528
- Agnell, évêque d’Aoste.
- Jabalah IV, roi ghassanide.